# Сто років тому вперед (фільм)
«Сто років тому вперед» (рос. Сто лет тому вперёд) — фантастичний фільм російського режисера Олександра Андрющенка за мотивами однойменної повісті Кіра Буличова. Батьків Аліси Селезньової у ньому зіграли Костянтин Хабенський та Вікторія Ісакова. Прем'єра фільму відбулась 18 квітня 2024 року.

## Сюжет
Літературною основою сценарію стала повість Кіра Буличова «Сто років тому вперед». Головні герої — звичайний школяр Коля та Аліса Селезньова, дівчинка з майбутнього, яким доводиться вступити в бій із космічними піратами.
Коля Герасимов — звичайний хлопець, який тусується з друзями, слухає реп та грає у відеоігри, анітрохи не хвилюючись про майбутнє. Але якось він сам потрапляє у майбутнє, де все виявляється зовсім непросто. У міжгалактичній війні перемогла земна коаліція, яка тепер живе щасливо. Але у розбитих у війні піратських сил залишилися ватажки, які готуються до наступу. Піратські ватажки мають намір повернутися в минуле і змінити результат війни, а Коля стає їх мимовільним помічником у подорожах крізь час. У майбутньому Коля зустрічає ні на кого не схожу дівчину Алісу, яка потребує допомоги, але не бажає цього визнавати. Чи вдасться Колі допомогти Алісі, врятувати Всесвіт і не завалити іспити?

## В ролях
| Актор                | Роль                              |
| -------------------- | --------------------------------- |
| Марк Ейдельштейн     | Коля Герасимов                    |
| Даша Верещагіна      | Аліса Селезньова                  |
| Костянтин Хабенський | Професор Селезньов (батько Аліси) |
| Вікторія Ісакова     | Кіра Селезньова (мати Аліси)      |
| Олександр Петров     | Весельчак У (пірат)               |
| Юра Борисов          | Глот (лиходій)                    |
| Федор Бондарчук      | Вертер (робот; озвучка)           |

## Виробництво і прем'єра
Спочатку режисером проєкту мав стати Єгор Баранов, однак у результаті цю посаду обійняв Олександр Андрющенко. Оператором став Михайло Мілашин, продюсують проєкт Михайло Врубель, Федір Бондарчук та Вадим Верещагін. Фільмування планується завершити у грудні 2022 року. У листопаді 2022 року стало відомо, що ролі батьків Аліси у картині грають Костянтин Хабенський та Вікторія Ісакова. У грудні 2022 року було випущено тизер-трейлер фільму.
Прем'єра фільму спершу бул запланована на 28 грудня 2023 року, пізніше була перенесена на 18 квітня 2024 року, прокатником стала компанія «Централ Партнершип».